# Long Phước (phường)
Long Phước là một phường thuộc Thành phố Hồ Chí Minh, Việt Nam.

## Địa lý
Phường Long Phước nằm ở phía đông thành phố Thủ Đức, có vị trí địa lý:
- Phía đông và phía nam giáp tỉnh Đồng Nai với ranh giới là sông Đồng Nai
- Phía tây giáp các phường Long Thạnh Mỹ, Long Trường và Trường Thạnh
- Phía bắc giáp phường Long Bình.

Phường có diện tích 24,44 km², dân số năm 2021 là 12.836 người,  mật độ dân số đạt 525 người/km².

## Lịch sử
Địa danh Long Phước có từ thời Pháp thuộc, khi đó gọi là làng Long Phước Thôn thuộc tổng Long Vĩnh Hạ, quận Thủ Đức, tỉnh Gia Định. Làng Long Phước Thôn được hình thành trên cơ sở sáp nhập năm làng có từ thời Nguyễn là Long Đại, Phước Hậu, Phước Khánh, Phước Thới và Trường Cửu.
Sau năm 1956, các làng được gọi là xã. Trong giai đoạn 1957-1962, chính quyền Việt Nam Cộng hòa đặt tổng Long Vĩnh Hạ thuộc quận Dĩ An, tỉnh Biên Hòa, xã Long Phước Thôn thuộc quận Dĩ An. Năm 1962, tổng Long Vĩnh Hạ lại được chuyển về quận Thủ Đức nên xã Long Phước Thôn thuộc quận Thủ Đức cho đến năm 1975.
Sau năm 1975, xã Long Phước Thôn được đổi tên thành xã Long Phước thuộc huyện Thủ Đức, Thành phố Hồ Chí Minh.
Ngày 6 tháng 1 năm 1997, Chính phủ ban hành Nghị định số 03-CP. Theo đó, chuyển xã Long Phước về Quận 9 mới thành lập và thành lập phường Long Phước trên cơ sở toàn bộ 2.349 ha diện tích tự nhiên, 6.042 người của xã Long Phước.
Ngày 9 tháng 12 năm 2020, Ủy ban thường vụ Quốc hội ban hành Nghị quyết 1111/NQ-UBTVQH14 về việc thành lập thành phố Thủ Đức trên cơ sở sáp nhập toàn bộ diện tích và dân số của Quận 2, Quận 9 và quận Thủ Đức, phường Long Phước thuộc thành phố Thủ Đức như hiện nay.